# 贛客語支
贛客語支，又称客贛方言，是一個學術界對於漢語族之客語和贛語等地方語言的並稱說法。由於客語及贛語在音韻上最為接近，過去有不少語言學家將它們合稱為客贛方言（客贛語）。不過，這種分法遭到許多客家研究學者的反對，他們認為客家語是客家民系的重要標識，因而不應該與贛語合二為一。20世紀80年代以後，語言學家們發現了贛語和客家語之間雖有一些共同之處，但差別還是非常明顯的，因而拆分為二的看法得到越來越多的語言學者的認同。

## 共同性
第一個揭露客語與贛語有密切關係的是羅常培的《臨川音系》（羅常培 1958）。
我覺得它有幾點頗和客家話的系統相近。例如：‘全濁’一律變‘次清’，曉匣兩紐的合口變[f]，
保存閉口的[-m][-p]韻尾，蟹山兩攝殘餘古一二等分立的痕跡，魚虞兩韻的精紐和見系變[-i]，以及侯韻讀作[-eu]，
梗攝的話音讀作 [-ang]或[-iang]之類臨川音都和可以代表客家的梅縣相同。（羅常培：1958，P2）
除第一項語音特點外，其餘的語音特點均可於其他南方漢語中見到，而「全濁一律變次清」這項語音特點，也是至今討論客贛語合併最常被提出的語音條件。

### 全濁變入次清
「全濁變入次清」這項語音特徵不完全只見於客、贛語中。早在唐五代西北方音裡的一種方言就可以見到此項語音特點（羅常培：1933），「十二世紀末的西北方言，今天關中地區，山西，以及河南西北角的陝縣、靈寶，江蘇省運河以東的泰州、鹽城、如臯，安徽的績溪嶺北，四川的犍為、樂山，甚至說粵語的一種方言，都有相同的演變」（何大安：1988，P100）。
而古全濁聲母清化平仄皆送氣，這一類型的語言在華北地區仍密集見於陝西關中平原和山西南部汾河流域（汾河片），也就是西漢的秦晉方言區。張光宇（2019）認為這一類「八百里秦州」共同的地理類型，其輻射中心應在長安，故稱做「長安型」。
這項語音特點也被魯國堯用來支持他的「南朝通語說」（魯國堯：2003）。由「全濁一律變次清」分由北至南連成一片的分佈範圍，以及唐五代就見於記錄這點看來，這項音變現象不但在原始漢語發生的早，且由北、南皆見的分佈範圍，也大致符合客語由北遷南的移民史。

## 腳註
1. ↑  侯精一主编，《現代汉语方言概论》，上海教育出版社2002年出版，143~144页
2. ↑  彭心怡 (2010).

## 外部連結
- “客家人”与“客家话”的产生 （页面存档备份，存于）
- 項夢冰.  (PDF). Language and Linguistics (Taipei, Taiwan: Institute of Linguistics, Academia Sinica). 2006, 7 (2): 297–338  [2021-06-10]. （原始内容存档 (PDF)于2021-06-10）.
- 江敏華. 陳秀琪; 賴文英 , 编.  (PDF). 《天何言哉──客家．語言．研究》 (Taipei, Taiwan: SMC Publishing Inc.). 2014: 119–150  [2021-06-10]. （原始内容存档 (PDF)于2018-11-25）.
- 彭心怡.  (PDF) (学位论文). 國立中興大學中國文學研究所. 2010  [2021-06-10]. （原始内容存档 (PDF)于2021-06-10）.